# Савицький Андрій Васильович
Андрій Васильович Савицький (13 березня 1929, с. Пістинь, Станиславівське воєводство, тепер — Косівський район, Івано-Франківської області — 14 травня 2020, м. Чернівці) — український вчений-фізик, доктор фізико-математичних наук, професор кафедри фізичної електроніки і нетрадиційної енергетики Чернівецького національного університету ім. Юрія Федьковича, член Нью-Йоркської академії наук, Соросівський професор.

## Життєпис
Народився в селянській сім'ї. Навчався (з перервами) у Пістинській неповно-середній школі (1936—1946) та у Косівській середній школі № 1 (1946—1949). По закінченню середньої школи у 1950 р. 4 місяці працював вчителем фізики та тригонометрії у Пістинській середній школі. У тому ж 1950 році поступив на перший курс фізичного відділення фізико-математичного факультету Чернівецького державного університету, який закінчив у 1955 році за спеціальністю «Фізика напівпровідників» з присвоєнням кваліфікації фізика, викладача фізики.
Після закінчення ЧДУ у 1955—1956 рр. працював за направленням учителем фізики в середній школі № 242 станції Лубни Південної залізниці (м. Лубни, Полтавська обл.). З вересня 1956 р. прийнятий на посаду старшого лаборанта кафедри фізики напівпровідників фізико-математичного факультету ЧДУ. Впродовж 1958—1961 р. навчався в аспірантурі при кафедрі фізики напівпровідників ЧДУ. Науковим керівником А. В. Савицького в аспірантурі був доктор фізико-математичних наук, професор, Корній Денисович Товстюк.

## Наукова та викладацька діяльність
По закінченню навчання в аспірантурі, протягом 1961—1966 рр. — старший науковий співробітник проблемної лабораторії з фізики напівпровідників при кафедрі фізики напівпровідників ЧДУ.
8 грудня 1965 р. на засіданні спеціалізованої вченої ради Львівського державного університету ім. І. Франка захистив кандидатську дисертацію на тему: «Исследование физических свойств ZnTe», на підставі чого рішенням ВАК присвоєна наукова ступінь кандидата фізико-математичних наук по спеціальності «фізика напівпровідників та діелектриків».
1966—1973 — старший викладач, а з 1970 р. доцент кафедри фізики напівпровідників. Протягом 1971—1973 рр. працював заступником декана фізичного факультету (за сумісництвом).
1973—1980 — завідувач кафедри загальної фізики загально-технічного факультету ЧДУ.
Протягом 1980—1986 рр. — доцент кафедри напівпровідникових матеріалів фізичного факультету ЧДУ, в цей же час протягом 1986—1991 рр. працював за сумісництвом науковим керівником та директором Спеціального конструкторськотехнологічного бюро (СКТБ) «Кристал», відкритого при ЧДУ наказом Мінвузу УРСР N2P/103 від 29.12.1985 р.
Докторську дисертацію на тему «Состояние взаимодействуюших примесей и собственных дефектов в теллуриде кадмия» захистив на Спеціалізованій вченій раді Вільнюського державного університету ім. В. Капсукаса 11 лютого 1985 р. В дисертації відображені результати досліджень технології отримання монокристалів телуриду кадмію і способи управління їх властивостями шляхом контрольованого легування. В роботі запропоновані методи управління властивостями монокристалів телуриду кадмію. Частина технологічних розробок впроваджена в серійне виробництво.
1986—2004 — професор кафедри напівпровідникових матеріалів (з 1993 р. — кафедри фізичної електроніки і нетрадиційної енергетики).
2005—2006 — професор кафедри фізико-природничих дисциплін, а протягом 2006—2015 рр. — професор кафедри комп'ютерних систем і технологій Приватного навчального закладу «Буковинський університет».
Основним напрямком наукової діяльності А. В. Савицького були експериментальні дослідження технології отримання і фізичних властивостей (електричних, фотоелектричних, оптичних, магнітних) складних напівпровідників типу А2В6 (телурид кадмію (CdTe), телурид цинку (ZnTe), тверді розчини кадмій-цинк-телур (CdZnTe), кадмій-марганець-телур (CdMnTe). Розробив наукові основи керування властивостями цих матеріалів у процесі їх виготовлення. Заснував новий напрямок і наукову школу «Матеріалознавство складних широкозонних напівпровідників типу А2В6 (на прикладі телуриду кадмію)».
Розроблені колективом під науковим керівництвом проф. А. В. Савицького монокристали CdTe, CdZnTe, CdMnTe за своїми характеристиками відповідали світовому рівню, а за деякими параметрами переважали відомі зарубіжні аналоги. Ці матеріали широко використовувалися в ряді організацій колишнього СРСР (Науково виробниче об'єднання «Орион» (Москва), Центральне конструкторське бюро «Геофизика» (Москва), Державний інститут прикладної оптики (ГИПО, Казань) та ін.) при розробленні нових типів електронних і оптичних приладів стратегічного призначення (фотоприймачі, електрооптичні модулятори для потужних СО2-лазерів). Технологія виготовлення досконалих оптичних монокристалів CdTe впроваджена у 1984 р. у виробництво на Ленінградському оптикомеханічному об'єднанні (ЛОМО).
А. В. Савицьким особисто та у співавторстві з його учнями опубліковано в фахових наукових журналах і матеріалах наукових конференцій понад 250 наукових робіт, отримано 11 авторських свідоцтв на винаходи. Він був науковим керівником 10 кандидатів фізико-математичних наук. Один з них, Орест Архипович Парфенюк, пізніше став доктором фіз.-мат наук, професором Чернівецького національного університету.
Основні наукові результати, отримані до 1990 року, викладені в дисертаціях і навчальному посібнику «Получение и физические свойства теллурида кадмия»1), який написано за матеріалами докторської дисертації.
А. В. Савицький проявив себе досвідченим педагогом і організатором навчально-виховної роботи, читання лекційних курсів та проведення практичних та лабораторних занять завжди було на високому науково-методичному рівні. Працюючи доцентом і професором кафедри напівпровідникових матеріалів та фізичної електроніки, він розробив програми та підготував ряд спеціальних курсів, підготував ряд навчальних посібників, методичних розробок до лекційних та лабораторних практикумів, здійснював керівництво науковими, дипломними та курсовими роботами студентів. На основі розроблених курсів спеціалізації студентів кафедри опубліковано 7 навчальних посібників 2-7).

### Праці
- Получение и физические свойства теллурида кадмия: Учеб. пособие / А. В. Савицкий. — К.: УМК ВО, 1990. — 64 с.
- Фізико-хімічні основи матеріалознавства напівпровідників. Навч. посіб. А. В. Савицький ; Чернівецький держ. ун-т ім. Юрія Федьковича. — Чернівці: Рута, 1999. — 102 с.
- Оптичні і фотоелектричні властивості напівпровідників. Навч. посіб. А. В. Савицький, В. Р. Бурачек. — Чернівці: Чернівецький держ. ун-т ім. Юрія Федьковича, 1999. Ч. 1. — 100 с. — ISBN 966-568-143-5
- Оптичні та фотоелектричні властивості напівпровідників. Навч. посіб. А. В. Савицький, В. Р. Бурачек. — Чернівці: Чернівецький держ. ун-т ім. Юрія Федьковича, 2000. Ч. 2. — 94 с. — ISBN 966-568-261-Х
- Основи фізики поверхні напівпровідників. Навч. посібник. А. В. Савицький, В. В. Хомяк ; Чернівецький національний ун-т ім. Юрія Федьковича. — Чернівці: Рута, 2001. — 78 с.: рис. — Бібліогр.: с. 75. — ISBN 966-568-368-3
- Основи діагностики поверхні напівпровідників. Навч. посіб. А. В. Савицький, В. В. Хомяк ; Чернівецький національний ун-т ім. Юрія Федьковича. — Чернівці: Рута, 2002. — 68 с.: рис. — ISBN 966-568-479-5
- Фотопровідність напівпровідників. Навч. посібник. А. В. Савицький, В. Р. Бурачек; Чернівецький національний ун-т ім. Юрія Федьковича. — Чернівці: Рута, 2002. — 92 с.: рис. — Бібліогр.: с. 90. — ISBN 966-568-473-6

## Почесні звання та нагороди
Нагороджений бронзовою (1982), срібною (1985) та золотою (1985) медалями Виставки досягнень народного господарства СРСР. У 1985 році нагороджений медаллю «Ветеран праці». У 1985 та 1987 рр. був нагороджений преміями Мінвузу УРСР за успішне виконання науково-дослідних робіт як науковий керівник ряду важливих наукових тем.
У 1995 р. став дійсним членом Нью-Йоркської академії наук. Почесне звання «Соросівський професор» присвоєне у 1997 р.

## Родина
Батько: Савицький Василь Андрійович (1884 — 05.03.1956), мати: Гродюк Анна Онуфріївна (1892 — 18.01.1940). Дружина: Савицька (Скибицька) Любов Павлівна (04.03.1938 — 16.01.2016). Діти: Савицька Ольга (нар. 05.08.1959) — лікар; Савицька Оксана (нар. 03.02.1969) — лікар.